# TX de la Llebre
TX de la Llebre (TX Leporis) és un estel variable de magnitud aparent mitjana +6,54 situada a la constel·lació de la Llebre. Catalogada com a variable Alpha² Canum Venaticorum, mostra una variació de lluentor de 0,04 magnituds. S'hi troba a 775 anys llum de distància del sistema solar.
TX de la Llebre és una subgegant de tipus espectral B8/B9IV amb una temperatura efectiva de 12.650 K. Llueix amb una lluminositat 257 vegades superior a la lluminositat solar i la seva massa és 3,6 vegades major que la del Sol. Té una edat de 144 milions d'anys, cosa que suposa unes 2/3 parts de la seva vida com a estel de la seqüència principal. Gira sobre si mateixa amb una velocitat de rotació projectada de 72 km/s.
TX de la Llebre és un estel químicament peculiar deficient en heli, semblant a α Sculptoris. En comparació al Sol, és lleugerament deficient en elements lleugers, a excepció del silici, «sobreabundant» en un factor de 1,8. D'altra banda, els nivells d'elements pesats són molt més alts que en el Sol. El titani és 55 vegades més abundant que en el nostre estel i elements com a manganès, estronci, itri i zirconi són 100 vegades més abundants. Els elements de terres rares arriben a aconseguir nivells 1.000 vegades més elevats que en el Sol. Així mateix destaca el seu intens camp magnètic longitudinal de 1.059 g, superat només per un reduït nombre d'estels, entre elles HD 154708 i HD 157751.
TX de la Llebre forma un estel doble amb YZ Leporis (HD 34798 / HR 1753), estel de tipus B5IV/V la separació visual de la qual és de 39 segons d'arc. És un estel polsant de llarg període (LPB) la lluentor del qual oscil·la entre magnitud +6,30 i +6,36.